# Англійська мова
Англі́йська мо́ва (англ. English, the English language) — мова, що належить до західногерманської підгрупи індоєвропейської мовної сім'ї, якою спочатку розмовляли жителі ранньосередньовічної Англії. Названа на честь англів, одного з давніх германських народів, які мігрували з Ангельна, півострова на Балтійському морі, пізніше — на територію Великої Британії, названу на їхню честь — Англія. Живі мови, найближчі до англійської, включають шотландську рівнинну, за нею йдуть нижньосаксонська та фризька мови. Хоча англійська мова є спорідненою з німецькою, її словниковий запас зазнав надзвичайно великого впливу від старонормандської і латинської, а також від давньоскандинавської мов.
Англійська розвивалася протягом понад 1400 років. Найдавніші форми англійської мови, група західногерманських (інгвеонських) діалектів, принесених до Великої Британії англосаксонськими поселенцями у V столітті і подальших змін норськомовними поселенцями вікінгів, починаючи з VIII і IX століть, спільно називають староанглійською. Середньоанглійська мова почалася наприкінці 11 століття з норманським завоюванням Англії; це був період, коли англійська поглинула багатий словниковий запас французької та латинської мов через старофранцузьку, зокрема, її давньонормандський діалект. Рання сучасна англійська мова бере свій початок наприкінці XV століття з запровадженням друкарського верстату в Лондоні, друкуванням Біблії короля Якова та початком Великого зсуву голосних.
Сучасна англійська поширюється по всьому світу з XVII століття під впливом Британської імперії та Сполучених Штатів. Через усі типи друкованих та електронних засобів масової інформації цих країн, англійська стала провідною мовою міжнародного дискурсу та lingua franca у багатьох регіонах та професійних контекстах, таких як наука, навігація та право. Сучасна англійська граматика є результатом поступової зміни від типового індоєвропейського шаблону залежно-маркування з багатою флективною морфологією та відносно вільним порядком слів до переважно аналітичного зразка з невеликою флексією та досить фіксованим підмет — присудок — прямий додаток порядоку слів. Сучасна англійська мова більше покладається на допоміжні дієслова та порядок слів для вираження складних часів, аспекту та настрою, а також пасивних конструкцій, питальних і деяких заперечень.
Англійська мова є найбільш розмовною мовою у світі (якщо китайську ділити на різні варіанти) і третьою за поширеністю рідною мовою у світі після стандартної китайської та іспанської. Це найпоширеніша друга мова, яка є або офіційною, робочою мовою, або однією з офіційних мов майже в 60 суверенних державах. Людей, які вивчили англійську як другу мову, більше, ніж носіїв мови. Станом на  2005 рік, за оцінками, таких було понад 2 мільярд. Англійська є основною рідною мовою у Сполученому Королівстві, Сполучених Штатах, Канаді, Австралії, Новій Зеландії (див. Англосфера) та Республіці Ірландія, офіційною та основною мовою Сінгапуру, і широко поширена в деяких областях Карибів, Африки, Південної Азії, Південно-Східної Азії та Океанії. Вона є офіційною мовою Організації Об'єднаних Націй, Європейського Союзу та багатьох інших світових і регіональних міжнародних організацій. Це найпоширеніша германська мова, на яку припадає щонайменше 70 % носіїв цієї індоєвропейської гілки. Носіїв англійської мови називаються «англофонами». Серед багатьох акцентів і діалектів англійської мови, які використовуються в різних країнах і регіонах, існує велика різноманітність з точки зору фонетики та фонології, а іноді також лексики, ідіом, граматики та орфографії, але зазвичай це не перешкоджає розумінню носіями інших діалектів та акцентів, хоча взаємна нерозбірливість може виникнути на крайніх кінцях діалектного континууму.

## Класифікація

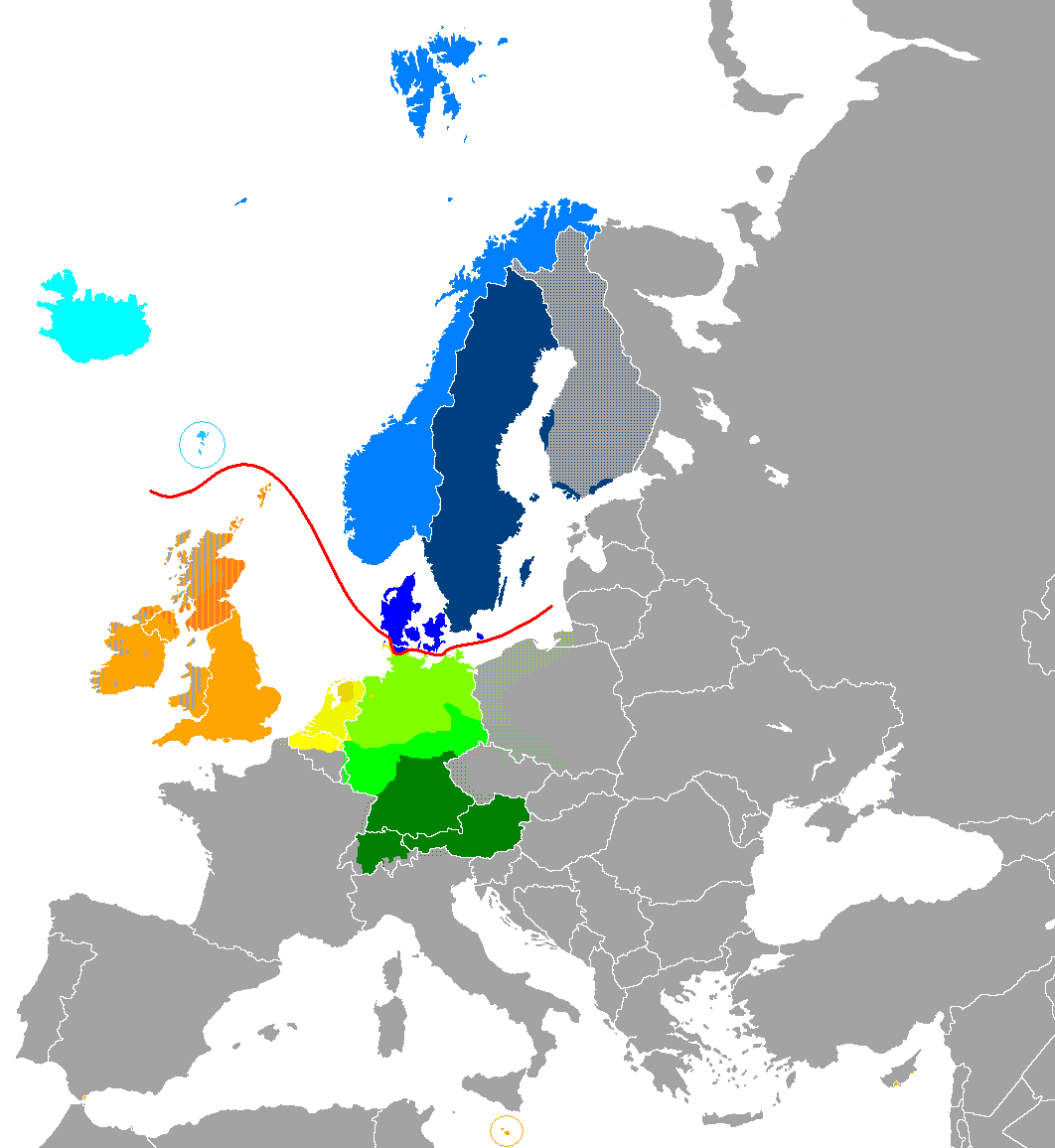
Англійські мови
Англійська мова
Шотландська рівнинна мова Англо-фризькі мови
Фризька (західнофризька, північнофризька, східнофризька) Північноморські германські мові
Нижньонімецька / нижньосаксонська Західногерманські мови
Нідерландська; в Африці: африкаанс …… Німецька мова (Верхньонімецька):
Середньонімецька мова; у Люксембурзі: Люксембурзька
Південнонімецька мова … Їдиш

Західногерманські мови

Англійська мова є індоєвропейською мовою і належить до західногерманської групи германських мов. Давньоанглійська мова виникла з германського племінного та мовного континууму вздовж фризького узбережжя Північного моря, мови якого поступово еволюціонували в англіцькі мови на Британських островах, а також у фризькі мови та нижньонімецьку/нижньосаксонську на континенті. Фризькі мови, які разом з англійськими утворюють англо-фризькі мови, є найближчими живими родичами англійської. Нижньонімецька/нижньосаксонська також тісно споріднені, і іноді англійська, фризька мови та нижньонімецька об'єднані як інгвеонські (Північноморська германська) мови, хоча це угрупування залишається дискусійним. Староанглійська еволюціонувала в середньоанглійську, яка, у свою чергу, перетворилася на сучасну англійську. Окремі діалекти староанглійської та середньоанглійської також розвинулися в ряді інших англійських мов, включаючи шотландську та вимерлі діалекти фінгальської та діалекти форта та барґі (йола) Ірландії.
Як і ісландська та фарерська мови, розвиток англійської мови на Британських островах відокремив її від континентальних германських мов і впливів, і з тих пір вони значно відрізнялись. Англійська не є взаємно зрозумілою з жодною континентально-германською мовою, розрізняючись за лексикою, синтаксисом і фонологією, хоча деякі з них, наприклад, нідерландська або фризька, виявляють сильну спорідненість з англійською, особливо з її ранніми стадіями.
На відміну від ісландської та фарерської, які були ізольованими, на розвиток англійської мови вплинула довга серія вторгнень на Британські острови інших народів і мов, зокрема давньоскандинавської та нормандської французької. Вони залишили глибокий слід у мові, тому англійська мова демонструє певну схожість у лексиці та граматиці з багатьма мовами за межами її лінгвістичних кладів, але вона також не є взаємно зрозумілою з жодною з цих мов. Деякі вчені стверджують, що англійську мову можна вважати змішаною мовою або креольською мовою — теорія, яка називається середньоанглійською креольською гіпотезою. Хоча великий вплив цих мов на словниковий запас і граматику сучасної англійської мови загальновизнано, більшість спеціалістів із мовного контакту не вважають англійську справжньою змішаною мовою.
Англійська мова класифікується як германська мова, оскільки вона поділяє інновації з іншими германськими мовами, такими як нідерландська, німецька та шведська. Ці спільні інновації показують, що мови походять від єдиного спільного предка, який називається прагерманською. Деякі спільні особливості германських мов включають поділ дієслів на сильні та слабкі класи, використання модальних дієслів і звукові зміни, що впливають на праіндоєвропейські приголосні, відомі як закони Ґрімма та Вернера. Англійська мова класифікується як англо-фризька мова, оскільки фризька та англійська мають інші особливості, такі як палаталізація приголосних, які були велярними приголосними в прагерманській мові.

## Історія
Традиційно вважають, що англійська мова пройшла через чотири стадії протягом останніх півтори тисячі років:
- давньоанглійська, чи англосаксонська (500—1050), корені якої відносять до діалектів поселенців (ютів, саксів, англів і фризів), що захопили територію сучасної Англії;
- середньоанглійська (1050—1550), що перебувала під впливом норманської французької мови (після завоювання в 1066 році) та церковної латини;
- рання сучасна англійська (1550—1700), що стандартизувала широкі зміни середньоанглійської;
- пізня сучасна англійська (починаючи з 1700) містить часткові зміни при поширенні сучасної англійської мови.

### Давньоанглійський період (V—XI)

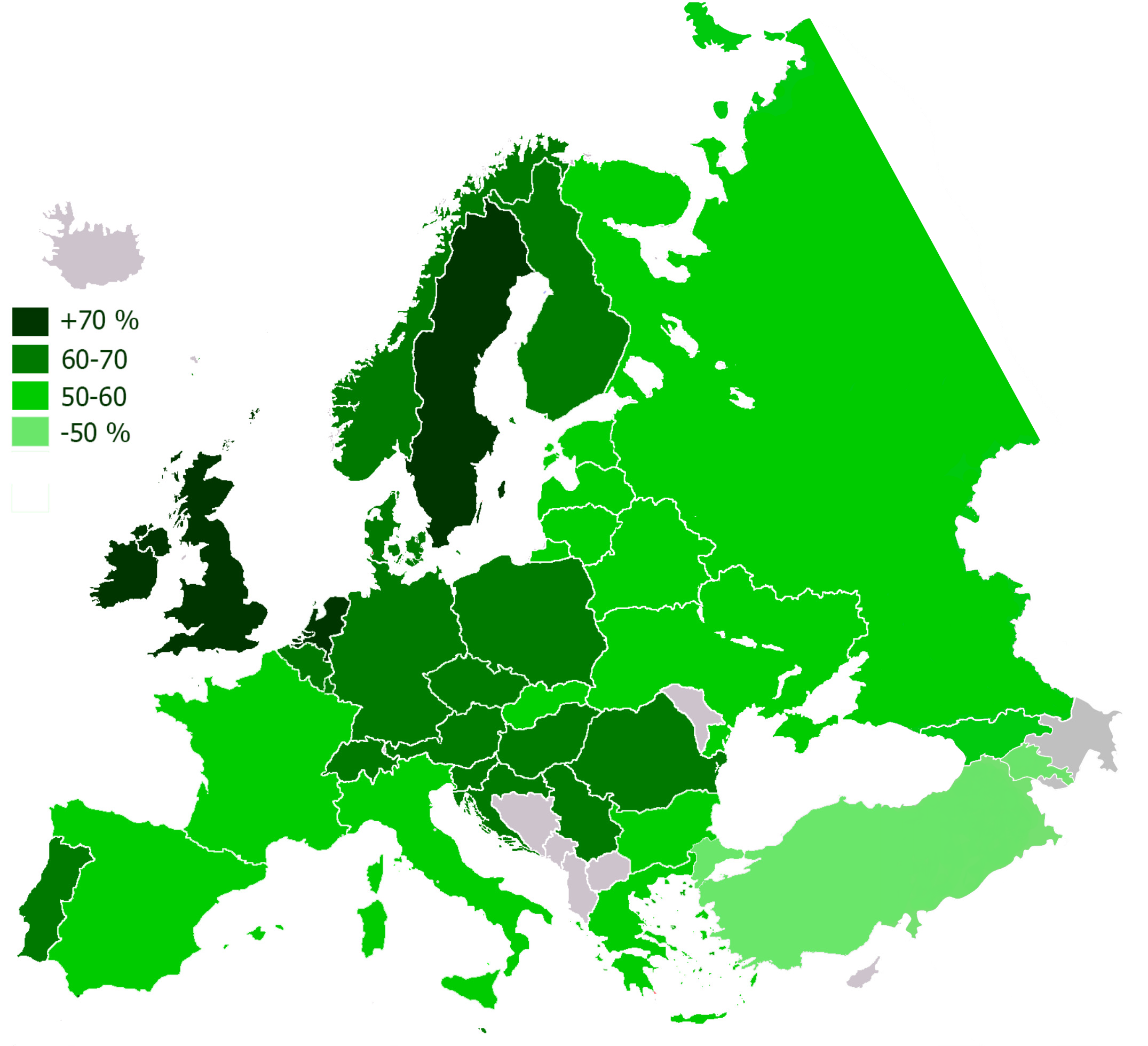
Володіння англійською мовою в Європейському Союзі та в країнах EFTA

У давньоанглійський період формування мови англійської народності (V—XI ст.) на території Британії внаслідок розвитку діалектів північно-германських племен (англів, саксів і ютів), що переселилися в V ст. до Британії та злилися з кельтським населенням, виникає староанглійська мова. В Англії зароджуються феодальні відносини, виникають окремі королівства та формуються місцеві діалекти. Найдавніші писемні пам'ятки (рунічні написи на Рутвельському хресті, поема «Беовульф» та ін.) вчені датують 7—8 ст. Зі проникненням до Англії християнства (VI ст.) латинський алфавіт заміняє руни. Староанглійська мова характеризується розвиненою системою голосних, дифтонгів, палаталізацією приголосних, флективною будовою, вільним порядком слів, морфологічною диференціацією частин мови, добре розвиненою системою словотворчих афіксів, продуктивним словоскладанням. Лексичний склад — в основному давньо-германський, із незначними кельтськими та латинськими запозиченнями. Після завоювання Англії Данією (1017) англійська мова поповнюється скандинавськими географічними назвами, військовими термінами, суспільно-побутовою лексикою.

### Середньоанглійський період (XI—XIVст.)
Середньоанглійський період розвитку мови англійської народності триває з X по XIV ст.
Наприкінці 11 і на початку 12 ст. в Англії посилюється процес феодалізації, якому сприяє завоювання країни норманами (1066), і норманський діалект французької мови стає офіційною мовою Англії. Та народ зберігає рідну мову. Понад два століття в Англії існує двомовність, унаслідок чого лексика англійської мови в значній мірі поповнюється запозиченнями зі французької.
На початку 15 ст. англійська мова витісняє французьку з основних сфер державного та політичного життя та стає панівною в країні. У цей час в Англії ще існують діалекти староанглійської мови, риси яких відбиті в писемних пам'ятках, особливо зі 13 ст.
Найвизначнішою пам'яткою цього періоду є твори видатного англійського поета Джефрі Чосера, які сприяли поширенню літературної англійської мови. Її особливістю на той період був поступовий перехід від флективної до аналітичної будови.
Зв'язок між словами починає здійснюватися переважно за допомогою прийменникових конструкцій і службових слів. Відбувається ряд змін у системі голосних, скорочується кількість відмін, руйнується категорія роду, спрощується система класифікації дієслів. У системі дієвідмінювання виникають нові аналітичні форми, стає помітною тенденція до сталого порядку слів.

### Період формування англійської національної мови (XV—XVIст.)
У цей період в Англії починається розклад феодальної системи й інтенсивний розвиток товарно-грошових відносин. Унаслідок широкої міжнародної торгівлі Англії Лондон у 14 ст. стає центром країни, а лондонський діалект набуває все більшого значення в країні та, вбираючи окремі елементи з суміжних діалектів, стає основою національної мови. Інтенсивний процес формування нації сприяв поширенню та розвитку національної мови й усе більшому нівелюванню діалектів. Велику роль у поширенні норм національної англійської відіграв Вільям Кекстон, який запровадив книгодрукування в Англії (1476), чим сприяв закріпленню орфографії, яка вже й на той час не цілком відповідала нормам вимови. У літературномовних пам'ятках цього періоду відбилася епоха розвитку гуманізму, формування національної самосвідомості англійського народу. На мові цього періоду позначається вплив широких міжнародних зносин Англії — починається новий потік запозичень із італійської, грецької, іспанської й інших мов. У фонетиці визначним явищем є так званий «великий зсув голосних» і ряд інших особливостей, що посилили розбіжність між орфографією й орфоепією. У морфології триває процес відпадання флексій іменників, прикметників і дієслів; виникає новий, безсуфіксальний спосіб творення слів; усталюється єдина форма множини (-s); прикметники остаточно втрачають форми узгодження, спрощується категорія сильних і слабких дієслів. У синтаксисі спостерігаються основні риси сучасної англійської мови.

### Новоанглійський період (XVII—XXIст.)
У цей період відбулося остаточне формування та розвиток національної англійської мови. Закріпленню сталих норм літературної мови сприяє художня література та численні граматичні праці («Коротка граматика англійської мови» У. Буллокара, «Граматика англійської мови» Б. Джонсона та низка словників). Зусилля мовознавців були спрямовані на створення нормативної граматики та розв'язання орфографічної проблеми (остання реформа була проведена у 18 ст.). Унаслідок колоніальної експансії Англії її мова проникала (з 17 ст.) до Америки, Ірландії, Австралії, Нової Зеландії й ін. країн. В англійській мові далі розвиваються основні риси попереднього періоду, удосконалюється її аналітична будова, відношення між повнозначними словами в реченні виражаються за допомогою сталого порядку слів; слово майже не змінюється морфологічно, наприклад, прикметники змінюються лише за ступенями порівняння та цілком втратили ознаки узгодження з іменниками. Отже, на перше місце стає синтаксичний зв'язок слів у реченні.
Попри те, що англійська мова протягом тривалого розвитку зазнала значних змін, вона й тепер зберігає всі основні риси групи германських мов.
Англійська мова поширилася по всьому світу, починаючи з 17 століття, та залишається основною міжнародною мовою торгівлі та техніки.

## Букви
З IX століття англійська мова використовує латиницю (також звану латинським алфавітом). Раніше староанглійські тексти англосаксонськими рунами являли собою лише короткі написи. Переважна більшість літературних творів староанглійською мовою, які дійшли до наших днів, написані латинським алфавітом. За написанням літер і їх порядком повністю збігається з сучасною версією латинської абетки. Сучасний англійський алфавіт містить 26 літер, назви літер в українському написанні можна передати так:
| Буква || Aa || Bb || Cc || Dd || Ee || Ff || Gg || Hh || Ii || Jj || Kk || Ll || Mm || Nn || Oo || Pp || Qq || Rr || Ss || Tt || Uu || Vv || Ww || Xx || Yy || Zz
|-
| Назва || ей || бі || сі || ді || і || еф || джі || ейч || ай || джей || кей || ел || ем || ен || оу || пі || к'ю || ар || ес || ті || ю || ві || дабл-ю || екс || вай || зед (зі)
|}
Ортографія англійської мови є багатошаровою та складною, з елементами французької, латинської та грецької ортографій на вершині рідної германської системи. Подальші ускладнення виникли через звукові зміни, за якими не встигає ортографія. Порівняно з європейськими мовами, для яких офіційні організації пропагували реформи правопису, англійська має правопис, який є менш послідовним індикатором вимови, і стандартне написання слів, яке складніше вгадати, знаючи, як слово вимовляється. Існують також систематичні відмінності в написанні між британською та американською англійською. Ці ситуації викликали пропозиції щодо реформи правопису англійської мови.
Хоча літери та звуки мовлення не мають однозначної відповідності в стандартній англійській ортографії, правила правопису, які враховують структуру складів, фонетичні зміни в похідних словах і наголос слів, є надійними для більшості англійських слів. Більше того, стандартна англійська ортографія показує етимологічні зв'язки між спорідненими словами, які були б затьмарені більш тісною відповідністю між вимовою та написанням, наприклад словами photograph, photography, і photographic, або словами electricity й electrical. Хоча небагато вчених погоджуються з Хомським і Галле (1968), що звичайна англійська ортографія є «майже оптимальною», існує обгрунтування поточних орфографічних моделей англійської мови. Стандартна ортографія англійської мови є найбільш поширеною системою письма у світі. Стандартна англійська ортографія заснована на графоморфемній сегментації слів на письмові підказки про те, які значущі одиниці складають кожне слово.
Читачі англійської мови, як правило, можуть покладатися на те, що відповідність між написанням і вимовою буде досить регулярною для літер або диграфів, які використовуються для написання приголосних звуків. Літери b, d, f, h, j, k, l, m, n, p, r, s, t, v, w, y, z представляють відповідно фонеми /b, d, f, h, dʒ, k, l, m, n, p, r, s, t, v, w, j, z/. Літери c і g зазвичай означають /k/ і /ɡ/, але є також м'яке c, яке вимовляється /s/, і м'яке g, яке вимовляється /dʒ/. Про відмінності у вимові букв c і g часто сигналізують наступні літери стандартного англійського написання. Диграфи, що використовуються для представлення фонем і послідовностей фонем, включають ch для /tʃ/, sh для /ʃ/, th для /θ/ або /ð/, ng для /ŋ/, qu для /kw/ і ph для /f/ в словах грецького походження. Одна літера x зазвичай вимовляється як /z/ у початковій позиції слова та як /ks/ інакше. Існують винятки з цих узагальнень, часто в результаті того, що запозичені слова пишуться відповідно до ортографії мов їх походження або залишків пропозицій вчених у ранній період сучасної англійської мови слідувати зразкам правопису латиною для англійських слів германського походження.
Однак для голосних звуків англійської мови відповідності між написанням і вимовою є більш нерегулярними. В англійській мові голосних фонем набагато більше, ніж окремих голосних (a, e, i, o, u, w, y). Як наслідок, деякі «довгі голосні» часто позначаються комбінаціями літер (наприклад, oa у boat, ow у how та ay у stay) або історично обґрунтованим мовчазне e (як у note та cake).
Наслідком цієї складної ортографічної історії є те, що навчитися читати й писати англійською може бути складно. Учням може знадобитися більше часу, щоб самостійно вільно читати англійську, ніж багато інших мов, включаючи італійську, іспанську та німецьку. Тим не менш, для тих, хто вивчає англійське читання, є перевага у вивченні конкретних закономірностей звукових символів, які зустрічаються в стандартному англійському написанні загальновживаних слів. Таке навчання значно знижує ризик виникнення у дітей труднощів з читанням англійською мовою. Розвиток усвідомлення вчителями початкової школи переваги морфемного представлення в англійській мові може допомогти учням ефективніше навчитися читати та писати англійською.
Англійське письмо також включає систему розділових знаків, подібну до тих, що використовуються в більшості алфавітних мов у всьому світі. Розділові знаки мають на меті позначити змістовні граматичні зв'язки в реченнях, щоб допомогти читачам зрозуміти текст і вказати ознаки, важливі для читання тексту вголос.

## Лексика
Англійська має від 170 до 220 тисяч слів, якщо врахувати застарілі слова. Ця оцінка базується на останньому повному виданні Оксфордського словника англійської мови 1989 року. Більше половини цих слів становлять іменники, чверть — прикметники, а сьома частина — дієслова. Є один підрахунок, згідно з яким словниковий запас англійської мови становить близько 1 мільйона слів, але ця кількість, ймовірно, включає такі слова, як латинські назви видів, наукова термінологія, ботанічні терміни, слова з префіксом і суфіксом, жаргон, іноземні слова вкрай обмеженого англійського використання та технічні акроніми.
Завдяки своєму статусу міжнародної мови, англійська мова швидко сприймає іноземні слова та запозичує словниковий запас з багатьох інших джерел. Ранні дослідження англійської лексики лексикографами, вченими, які формально вивчають лексику, складають словники або і те, і інше, були завадені через відсутність вичерпних даних про фактичну лексику, яка використовується з якісних лінгвістичних корпусів, колекцій фактичних письмових текстів і усних уривків. Багато тверджень, опублікованих до кінця ХХ-го століття про зростання англійської лексики з часом, про дати першого використання різних слів в англійській мові та джерела англійської лексики доведеться виправляти, оскільки новий комп'ютеризований аналіз даних лінгвістичного корпусу стає доступний.

### Процеси словотворення
Англійська утворює нові слова з наявних слів або коренів у своєму словнику за допомогою різноманітних процесів. Одним з найпродуктивніших процесів в англійській мові є перетворення, використання слова з іншою граматичною роллю, наприклад, використання іменника як дієслова або дієслова як іменника. Іншим продуктивним словотворчим процесом є іменне складання, що створює складні слова, такі як babysitter, ice cream чи homesick. Процесом, більш поширеним у давньоанглійській, ніж у сучасній, але все ще продуктивним у сучасній англійській, є використання дериваційних суфіксів (-hood, -ness, -ing, -ility) для отримання нових слів із існуючих слів (особливо германського походження) або основи (особливо для слів латинського чи грецького походження).
Утворення нових слів, які називаються неологізмами, на основі грецьких та/або латинських коренів (наприклад, television чи optometry) є високопродуктивним процесом в англійській та в більшості сучасних європейських мов, настільки, що часто важко визначити, якою мовою виник неологізм. З цієї причини лексикограф Філіп Гоув відніс багато таких слів до «міжнародного наукового словника» (ISV) під час укладання третього нового міжнародного словника Вебстера (1961). Іншим активним процесом словотворення в англійській мові є акроніми, слова, утворені шляхом вимови як одного слова, абревіатури довших фраз, напр. NATO, laser).

### Походження слів
Англійська мова, крім утворення нових слів із існуючих слів та їх коренів, також запозичує слова з інших мов. Таке прийняття слів з інших мов є звичайним явищем у багатьох мовах світу, але англійська мова була особливо відкритою для запозичення іноземних слів протягом останніх 1000 років. Найбільш часто вживані слова в англійській мові — західногерманські. Слова англійською мовою, які першими засвоюють діти, коли вони вчаться говорити, зокрема граматичні слова, які домінують у кількості слів як усного, так і письмового тексту, в основному є німецькими словами, успадкованими з найперших періодів розвитку староанглійської мови.
Але одним із наслідків тривалого мовного контакту між французькою та англійською мовами на всіх етапах їх розвитку є те, що у словниковому складі англійської мови дуже високий відсоток «латинських» слів (похідних, зокрема, від французької, а також від інших романських мов та латинської мови). Французькі слова різних періодів розвитку французької зараз становлять одну третину словникового запасу англійської мови. Лінгвіст Ентоні Лакудр підрахував, що понад 40 000 англійських слів мають французьке походження і можуть бути зрозумілі без ортографічних змін для франкомовних. Слова давньоскандинавського походження увійшли в англійську мову насамперед через контакт між давньоскандинавською та староанглійською під час колонізації Східної та Північної Англії. Багато з цих слів є частиною основного словника англійської мови, наприклад, egg та knife.
Англійська мова також запозичила багато слів безпосередньо з латини, прабатька романських мов, на всіх етапах свого розвитку. Багато з цих слів раніше були запозичені в латину з грецької. Латинська або грецька мова досі є високопродуктивними джерелами основ, які використовуються для формування словникового запасу предметів, які вивчаються у вищій школі, таких як науки, філософія та математика. Англійська продовжує отримувати нові запозичені слова та кальки («позичені переклади») з мов усього світу, а слова з мов, відмінних від англосаксонської предків, складають близько 60 % словникового запасу англійської мови.
Англійська мова має офіційні та неформальні реєстри мовлення; неформальні реєстри, включаючи мовлення, спрямоване на дітей, як правило, складаються переважно зі слів англосаксонського походження, тоді як у юридичних, наукових і академічних текстах відсоток лексики латинського походження вищий.

### Англійські запозичення та кальки іншими мовами
Англійська мова справила сильний вплив на словниковий запас інших мов. Вплив англійської залежить від таких факторів, як знання англійської мови лідерами думок в інших країнах, роль англійської мови як світової лінґва франка, велика кількість книг і фільмів, які перекладаються з англійської на інші мови. Таке поширене використання англійської мови в багатьох місцях призводить до висновку, що англійська мова є особливо підходящою мовою для вираження нових ідей або опису нових технологій. Серед різновидів англійської, особливо американська англійська впливає на інші мови. Деякі мови, наприклад, китайська, пишуть слова, запозичені з англійської, переважно як кальки, тоді як інші, наприклад, японська, охоче сприймають англійські запозичені слова, написані звуковимовним шрифтом. Дубльовані фільми та телепрограми є особливо плідним джерелом впливу англійської мови на мови в Європі.

## Діалекти
Літературної англійської мови, — такої, яка є в інших країнах, де існують спеціальні інституції, що затверджують мовний стандарт, як, наприклад, Французька академія у Франції, — не існує. Вимова та лексика англійської сильно відрізняються в різних частинах світу, де ця мова є основною мовою спілкування. Основні варіанти мови — американська англійська, британська англійська і євроанглійська. Кількість діалектів англійської мови в Британії, особливо в Англії, дуже велика. Стандартом мови вважається так звана надбана вимова (Received Pronunciation), діалект, який не властивий певному регіону, а характерний у першу чергу класу освічених людей. В американській англійській теж існує чимало діалектів. Австралійці та новозеландці намагаються дотримуватися британських норм, але їх легко впізнати за вимовою.
Усі діалекти англійської мови поділяються на ротичні (rhotic) та неротичні (non-rhotic). Ротичними діалектами називаються діалекти, у яких вимовляється звук r у словах на кшталт слова doctor (лікар). Ротичним, є, наприклад, шотландський діалект англійської мови, більшість діалектів Північної Америки, індійський діалект. Received Pronunciation, австралійський, новозеландський, південно-африканський діалекти — неротичні варіанти англійської мови.

## Фонетика
Англійська вимова сильно змінюється від одного діалекту до іншого. Тому загалом в англійській мові багато звуків вимовляються по-різному в різних регіонах.
Англійська мова вважається однією з найскладніших серед європейських мов стосовно правильності вимови і читання слів. Існує велика кількість винятків, але певні правила читання слів все ж таки існують.

### Голосні
Якщо в таблиці в одній клітинці два символи, то перший відповідає американській вимові, другий — британській.
| МФА        | Опис | приклад    |
| Монофтонги | Монофтонги | Монофтонги |
| ---------- | --- | ---------- |
| i(ː)       | Неогублений голосний переднього ряду високого піднесення                                                                        | bead       |
| ɪ          | Неогублений ненапружений голосний переднього ряду високого піднесення                                                           | bid        |
| ɛ          | Неогублений голосний переднього ряду низько-середнього піднесення                                                               | bed        |
| æ          | Ненапружений неогублений голосний переднього ряду низького піднесення                                                           | bad        |
| ɒ          | Огублений голосний заднього ряду низького піднесення                                                                            | box        |
| ɔ(ː)       | Огублений голосний заднього ряду низько-середнього піднесення                                                                   | pawed      |
| ɑ(ː)       | Неогублений голосний заднього ряду низького піднесення                                                                          | bra        |
| ʊ          | Огублений ненапружений голосний заднього ряду високого піднесення                                                               | good       |
| u(ː)       | Огублений голосний заднього ряду високого піднесення                                                                            | booed      |
| ʌ          | Неогублений голосний заднього ряду низько-середнього піднесення, Ненапружений голосний середнього ряду низького піднесення      | bud        |
| ɝ/ɜː       | Неогублений голосний середнього ряду низько-середнього піднесення                                                               | bird       |
| ə          | Шва | Rosa's     |
| ɨ          | Неогублений голосний середнього ряду високого піднесення                                                                        | roses      |
| Дифтонги   | |            |
| e(ɪ)/eɪ    | Неогублений голосний переднього ряду високо-середнього піднесення Неогублений голосний переднього ряду високого піднесення      | bayed      |
| o(ʊ)/əʊ    | Огублений голосний заднього ряду високо-середнього піднесення Огублений ненапружений голосний заднього ряду високого піднесення | bode       |
| aɪ         | Неогублений голосний переднього ряду низького піднесення Неогублений ненапружений голосний переднього ряду високого піднесення  | cry        |
| aʊ         | Неогублений голосний переднього ряду низького піднесення Огублений ненапружений голосний заднього ряду високого піднесення      | bough      |
| ɔɪ         | Огублений голосний заднього ряду низько-середнього піднесення Неогублений голосний переднього ряду високого піднесення          | boy        |
| ʊɚ/ʊə      | Огублений ненапружений голосний заднього ряду високого піднесення Шва                                                           | boor       |
| ɛɚ/ɛə      | Неогублений голосний переднього ряду низько-середнього піднесення Шва                                                           | fair       |

### Приголосні
|              | Білабіальні | Лабіодентальні | Інтердентальні | Альвеолярні | Постальвеолярні | Палатальні | Велярні | Лабіально-велярні | Гортанні |
| ------------ | ----------- | -------------- | -------------- | ----------- | --------------- | ---------- | ------- | ----------------- | -------- |
| Носові       | m           |                |                | n           |                 |            | ŋ       |                   |          |
| Вибухові     | p b         |                |                | t d         |                 |            | k ɡ     |                   |          |
| Африкативні  |             |                |                |             | tʃ dʒ           |            |         |                   |          |
| Фрикативні   |             | f v            | θ ð            | s z         | ʃ ʒ             | ç          | x       |                   | h        |
| Флеп         |             |                |                | ɾ           |                 |            |         |                   |          |
| Апроксиманти |             |                |                | ɹ           |                 | j          |         | ʍ w               |          |
| Латеральні   |             |                |                | l, ł        |                 |            |         |                   |          |

Деякі англійські звуки не мають українських відповідників, а тому виникають складнощі при транскрибуванні англійських власних іменників та запозичених із англійської мови слів. Наприклад, до таких звуків належать звуки /θ/ та /ð/, що передаються на письмі буквосполученням th. У різних випадках і різних джерелах th може передаватися літерами c, з, т, ф, хоча жодна з них не відповідає оригінальній англійській вимові. Чинний український правопис (§ 97) вказує, що звичайно th передається через т: Мередіт, Агата, хоча й робить винятки для Голсуорсі та Резерфорд.
В англійській мові слід чітко розрізняти вимову звуків /w/ та /v/. Обидва звуки є приголосними і нескладоутворювальними. /w/ вимовляється з округленням губ, а /v/ — із стиснутими губами і притисканням верхніх передніх зубів до нижньої губи. Звук /w/ має аналог в український мові — /ў/ (ў), що на письмі відповідає літері в, але лише в кінці складів, себто в перед приголосними і в кінці слів, як у слові вовк /воўк/. Звук /w/ часто передається на письмі через українську літеру у, наприклад у прізвищі Уайльд, хоча при цьому утворюється додатковий склад, якого немає в англійській мові. Український правопис (§ 97) вказує, що звичайно /w/ передається у власних назвах літерою в, але за традицією писати Уайльд, Уеллс, Уельс, Уолл-стріт, Хемінгуей, Голсуорсі.
Англійський звук /h/ не збігається з жодним українським звуком. Українські слова гай і хай звучать інакше, ніж англійське high. Англійський звук /h/ аспіративний, тобто вимовляється на видиху, як і українське г, однак він менш озвучений, і видих різкіший, енергійніший. З іншого боку, український звук х зовсім не має аспірації. У деяких діалектах англійської є звук /x/, але основні діалекти до таких не належать. Крім того, графічно він відповідає буквосполученню ch: Loch, Bach. Перед звуком /j/ (наприклад, у слові Hugh) у деяких діалектах англійської вимовляється інший звук /ç/, який більше схожий на українське х. Український правопис зобов'язує передавати літеру h у запозичених словах та власних назвах через українську літеру г, однак робить виняток для слів, написання яких утвердилося: хокей, хол тощо.
Вимова вибухових приголосних /k/, /p/ тощо, в англійській мові набагато енергійніша, більш вибухова, ніж в українській.
Звук /l/ в англійській мові не має твердого та м'якого варіанту й ближчий до українського твердого л, однак, у силу історичних причин, чимало англійських назв передається в українській мові з м'яким ль: Бристоль, Ліверпуль тощо.

## Граматика
Граматика англійської мови відносно проста в порівнянні з іншими європейськими мовами. Іменник не має роду і відмінків, множина більшості слів утворюється додаванням звуків /s/ або /z/, правда існує поняття колективного іменника, який хоча й має форму однини, може вживатися й як множина. Прикметники в англійській мові не узгоджуються з іменниками ні в роді, ні в числі. Визначеність чи невизначеність іменника передається артиклем. Дієслівні форми можуть виражати активний та пасивний стан, у кожному з яких існує 16 часів.
Граматика англійської мови має такі граматичні категорії як:
- Модальність дієслів

## Цікаві факти про англійську мову
- Англійська належить до мов з найширшим словниковим запасом: (близько 250 тис. різних слів; Оксфордський словник англійської мови нараховує близько 600 тис. слів, а Словник Вебстера — 475 тис., але серед них велика частка архаїчних слів та величезний об'єм технічних термінів).
- Також це мова, яку знають найбільше людей як другу (нерідну): (від 250 млн до 1 млрд людей).
- Англійською видають найбільше друкованої продукції та є найпопулярнішою мовою у світі — нею розмовляють 1,3 мільярди людей.
- Найдовше слово в англійській мові: pneumonoultramicroscopicsilicovolcanoconiosis (45 літер, силіко́з — захворювання людини, викликане тривалим вдиханням пилу, що містить вільний діоксид кремнію).
- На основі англійської мови створено кілька спрощених штучних мов.
- Існує гіпотеза, що англійська мова насправді є скандинавською, тобто належить до північногерманської мовної групи, разом з норвезькою, данською, шведською, ісландською і фарерською. Автором цієї гіпотези є професор лінгвістики з Університету Осло Ян Тер'є Форлунд (Jan Terje Faarlund)[40].
- Найбільш яскравим носієм англійської мови в Києві став продовжувач традицій норманів — військовий найманець Патрік Гордон. Судячи з його листувань і щоденника, він був далеко не єдиним англійцем в Києві. Патрік мешкав у Києві з родиною.
- Тарас Шевченко 1858 року радів приїзду до Києва актора Айри Олдріджа, який грав у лондонському Ковент-Гардені. Шевченко хизувався в листі Щепкіну: «У нас тепер африканський актер, чудеса виробляє на сцені. Живого Шекспіра показує». Великим здобутком для української літератури став переклад «Гамлета» Михайлом Старицьким. Київські колекціонери і меценати Богдан та Варвара Ханенки придбали «Шекспірівську галерею» Джона Бойделла, яка тепер зберігається в Музеї мистецтв імені Богдана і Варвари Ханенків. Важливою подією для української літератури стала поява англійського перекладу шести віршів Тараса Шевченка письменницею Етель Войнич. Київська газета
- «Рада» з надзвичайною радістю повідомляла про це своїх читачів.

## Україна
28 червня 2023 року Президент України Володимир Зеленський зареєстрував у Верховній Раді законопроєкт «Про застосування англійської мови в Україні» (№ 9432).
Серед іншого, проєктом закону передбачається офіційно закріпити статус англійської мови як однієї з мов міжнародного спілкування в Україні, визначити категорії посад, кандидати на зайняття яких зобов'язані володіти англійською мовою, унормувати особливості застосування англійської мови в роботі органів державної влади, органів влади Автономної Республіки Крим, органів місцевого самоврядування, підрозділів екстреної допомоги населенню, під час перетину державного кордону, у сферах освіти, культури, транспорту, охорони здоров'я тощо.
Окрім того, документом пропонується внести зміни до законодавчих актів з метою приведення їх норм у відповідність із його положеннями.
Законопроєкт визначає категорію посад, кандидати на які мають володіти англійською мовою. Серед них:
- державні службовці категорії «А», а також «Б» і «В», перелік яких встановлюється Кабінетом Міністрів України;
- голови місцевих державних адміністрацій, їхні заступники
- працівники органів місцевого самоврядування (крім виборних), основні посадові обов'язки яких передбачають виконання функцій з міжнародного співробітництва;
- військовослужбовці офіцерського, сержантського і старшинського складу, які проходять військову службу за контрактом, перелік яких встановлюється Кабінетом Міністрів України;
- поліцейські середнього і вищого складу Національної поліції України, посади начальницького складу інших правоохоронних органів, посади начальницького складу служби цивільного захисту, перелік яких встановлюється Кабінетом Міністрів України;
- прокурори;
- працівники податкових та митних органів, перелік яких встановлюється Кабінетом Міністрів України;
- керівники, члени виконавчого органу, члени наглядової ради (ради директорів) та інші посадові особи державних підприємств, господарських товариств, у статутному капіталі яких більш ніж 50 відсотків акцій (часток) належать державі;
- керівники державних наукових установ;
- керівники закладів вищої освіти.[42][43]

## Приклад
«Заповіт» Т. Шевченка англійською мовою (переклав Джон Вейр)
| MY TESTAMENT When I'm dead, bury me: In my beloved Ukraine, My tomb upon a grave mound high: Amid the spreading plain, So that the fields, the boundless steppes, The Dnipro's plunging shore: My eyes could see, my ears could hear: The mighty river roar. When from Ukraine the Dnipro bears: Into the deep blue sea: The blood of foes … then will I leave: These hills and fertile fields — : I'll leave them all and fly away: To the abode of God, And then I'll pray …. But till that day: I nothing know of God. Oh bury me, then rise ye up: And break your heavy chains: And water with the tyrants' blood: The freedom you have gained. And in the great new family, The family of the free, With softly spoken, kindly word: Remember also me. |

Джерело: Українська бібліотека